# ヴァルドワ
ヴァルドワ （Valdoie）は、フランス、ブルゴーニュ＝フランシュ＝コンテ地域圏、テリトワール＝ド＝ベルフォール県のコミューン。

## 地理
県都ベルフォールの北部郊外にあり、ジロマニーやバヨン・ダルザス峰へ向かうルートの途中にある。町は、ヴァルドワで流れが終わるロズモントワーズ川と、サヴルーズ川とが合流する地点である。
準ヴォージュ山脈であるステファニアン炭田は、ヴァルドワの面積やブアン・レ・リュール、ロンシャン、西のロモン、東のルジュモン、ロマニーといったコミューンをカバーしている。

## 由来
Wedo（1350年）、Vaydhoye（1617年）、Vaidoye/Vaidhoye/Vaidhoy/Vauldoye/Vaudoye（1621年-1655年）、Valdoye（1793年）と移り変わった。

## 歴史
ヴァルドワ（Val d'Oye, Wedaw, Waido, Vaydoieなど）の名は、J・リブリンによれば、ラテン語のvadum（浅瀬、渡河場所）とケルト語のoye（水、川）で、サヴルーズ川のことだという。この浅瀬は、マンドゥールとオクセル＝バへ向かう第二のローマ街道が川に達すると、少なくとも水位が低くなったときに川を渡る場所だった。ヴァルドワの名は1350年まで記述されない。村はその発祥からロズモン領主の土地の一部であり、フェレット伯領と同様に1347年から三十年戦争が終わる1648年までオーストリアのものだった。1674年12月後半、テュレンヌ元帥はアルザスにおけるテュルクアイムの勝利の前、ヴァルドワで野営している。
町は1778年までベルフォールの教区に併合されていた。ベルフォールに数年間依存した後、1780年にヴァルドワは独立した教区となった。18世紀終わりにはクラヴァンシュ、サルベールの教区が併合されている。
20世紀初頭、サン・ジョゼフ教会は最初の教会が1780年に建てられた同じ場所に再度建てられた。

## 人口統計
| 1962年 | 1968年 | 1975年 | 1982年 | 1990年 | 1999年 | 2006年 | 2012年 |
| ------ | ------ | ------ | ------ | ------ | ------ | ------ | ------ |
| 3986   | 3983   | 4466   | 4572   | 4314   | 4843   | 5000   | 5313   |

source=1999年までLdh/EHESS/Cassini、2004年以降INSEE